# Salomon Matthijs Swijt
Salomon Matthijs Swijt (circa 1843 – Amsterdam, 25 mei 1900) was Surinaams koopman en politicus.
Naast importeur en handelaar was hij ook actief in de politiek. In 1888 werd hij door de gouverneur benoemd tot lid van de Koloniale Staten. Hij zou tot zijn dood die functie blijven vervullen.
Tijdens een bezoek aan Nederland overleed hij in 1900 op 56-jarige leeftijd.